# Músculo cricoaritenóideo lateral
O músculo cricoaritenoideo lateral é um músculo da laringe. Éste músculo se inserta desde la parte superior del cartílago cricoides y ascendiendo en sentido oblicuo,hasta la apófisis muscular del cartílago aritenoides.